# Heinrich Schupplenberg
Heinrich Schupplenberg (vor 1351–nach 1382) war ein deutscher Patrizier und Bürgermeister der Stadt Greifswald.

## Leben
Heinrich Schupplenberg entstammte einer reichen Patrizierfamilie Greifswalds. Der Familienname ist vermutlich ein Herkunftsname nach dem Schöpplenberg in Westfalen. Er war ein Neffe des Greifswalder Bürgermeisters Dietrich Schupplenberg und wurde nach dem Tode des Onkels um 1351 zum Ratsherrn der Hansestadt Greifswald gewählt. Er vertrat die Stadt auf den Hansetagen der Jahre 1351 bis 1381 als Gesandter; in seine Amtszeit fällt auch der Friede von Stralsund (1370). Nach dem Tod des Bürgermeisters Everhard Rubenow um 1379 wurde er zum Bürgermeister in Greifswald erwählt und wird zuletzt am 24. Januar 1382 als Bürgermeister und Vorsteher des Hospitals St. Georg erwähnt.
Sein Sohn Heyno Schupplenberg war in der Zeit von 1391 bis 1397 ebenfalls Ratsherr in Greifswald, sein Sohn Hermann war Priester und ist durch überlieferte Handschriften nachgewiesen; daneben hatte Heinrich Schuppenberg noch zwei weitere Söhne aus seiner Ehe mit der Patrizierin Elisabeth Brasche.